# Diaobingshan
Koordinaten: 42° 28′ N, 123° 34′ O
Die Stadt Diaobingshan (调兵山市,  Diàobīngshān Shì) ist eine kreisfreie Stadt in der chinesischen Provinz Liaoning. Sie gehört zum Verwaltungsgebiet der bezirksfreien Stadt Tieling. Die Stadt hat eine Fläche von 262,7 Quadratkilometern und zählt 206.058 Einwohner (Stand: Zensus 2020). Regierungssitz ist das Straßenviertel Diaobingshan (调兵山街道).

## Administrative Gliederung
Auf Gemeindeebene setzt sich die kreisfreie Stadt aus zwei Straßenvierteln und drei Großgemeinden zusammen. 